# Urocordylus
Genre
Espèce
Urocordylus est un genre éteint d’amphibiens lépospondyles. Des fossiles ont été trouvés en Irlande et remontent au Westphalien (Carbonifère supérieur).
C'est le genre type de la famille des Urocordylidae.

## Description
C'est un petit lepospondyle, d'environ 15 à 20 centimètres de long.